# NIP7
NIP7‏ (NIP7, nucleolar pre-rRNA processing protein) هوَ بروتين يُشَفر بواسطة جين NIP7 في الإنسان.